# Algeriet i olympiska sommarspelen 1992
Algeriet deltog i de olympiska sommarspelen 1992 med en trupp bestående av 35 deltagare och tog totalt två medaljer.

## Medaljer

### Guld
- Hassiba Boulmerka - Friidrott, 1 500 meter

### Brons
- Hocine Soltani - Boxning, fjädervikt

## Boxning
| Idrottare           | Gren            | Sextondelsfinal           | Åttondelsfinal         | Kvartsfinal              | Semifinal            | Final                |                  |
| Idrottare           | Gren            | Motståndare Resultat      | Motståndare Resultat   | Motståndare Resultat     | Motståndare Resultat | Motståndare Resultat |                  |
| ------------------- | --------------- | ------------------------- | ---------------------- | ------------------------ | -------------------- | -------------------- | ---------------- |
| Mohamed Haioun      | Lätt flugvikt   | Barbu (ROM) L 11-2        | Gick inte vidare       | Gick inte vidare         | Gick inte vidare     | Gick inte vidare     |                  |
| Yacine Sheikh       | Flugvikt        | Filippov (EUN) W 5-3      | Peden (AUS) L (KO)     | Gick inte vidare         | Gick inte vidare     | Gick inte vidare     |                  |
| Slimane Zengli      | Bantamvikt      | Zhang (CHN) W 4-0         | Achik (MAR) L 12-8     | Gick inte vidare         | Gick inte vidare     | Gick inte vidare     |                  |
| Hocine Soltani      | Fjädervikt      | Maglioni (ARG) W (RSCH-1) | Gerena (PUR) W 23-0    | Damián Sosa (DOM) W 13-4 | Tews (GER) L 11-1    | Gick inte vidare     |                  |
| Laïd Bouneb         | Lätt weltervikt | Gollen (IND) W 11-4       | Henry (BAR) W 17-3     | Leduc (CAN) L 8-1        | Gick inte vidare     | Gick inte vidare     | Gick inte vidare |
| Noureddine Meziane  | Lätt mellanvikt | Syed (PAK) W 7-0          | Klemetsen (NOR) L 14-3 | Gick inte vidare         | Gick inte vidare     | Gick inte vidare     |                  |
| Ahmed Dine          | Mellanvikt      | Russo (ITA) W 6-4         | Joval (NED) W 22-14    | Byrd (USA) L 21-2        | Gick inte vidare     | Gick inte vidare     | Gick inte vidare |
| Mohamed Ben Guesmia | Lätt tungvikt   | Yant (VEN) W 15-11        | Bartnik (POL) L 14-3   | Gick inte vidare         | Gick inte vidare     | Gick inte vidare     |                  |

## Brottning
Grekisk-romersk stil
| Brottare          | Gren                             | Inledande omgångar     | Inledande omgångar    | Inledande omgångar | Inledande omgångar | Inledande omgångar | Inledande omgångar | Finalomgångar    | Placering        |
| Brottare          | Gren                             | Omgång 1               | Omgång 2              | Omgång 3           | Omgång 4           | Omgång 5           | Omgång 6           | Finalomgångar    | Placering        |
| ----------------- | -------------------------------- | ---------------------- | --------------------- | ------------------ | ------------------ | ------------------ | ------------------ | ---------------- | ---------------- |
| Mazouz Ben Djedaa | Lättvikt, grekisk-romersk stil   | Chamangoli (IRI) L 6-0 | Kim (KOR) L 15-0      | Gick inte vidare   | Gick inte vidare   | Gick inte vidare   | Gick inte vidare   | Gick inte vidare | Gick inte vidare |
| Youssef Bouguerra | Weltervikt, grekisk-romersk stil | Marchl (AUT) L 11-3    | Kornbakk (SWE) L 17-1 | Gick inte vidare   | Gick inte vidare   | Gick inte vidare   | Gick inte vidare   | Gick inte vidare | Gick inte vidare |

## Friidrott
Löpning
| Idrottare          | Gren                         | Heat 1   | Heat 1    | Semifinal | Semifinal | Final            | Final            |
| Idrottare          | Gren                         | Tid      | Placering | Tid       | Placering | Tid              | Placering        |
| ------------------ | ---------------------------- | -------- | --------- | --------- | --------- | ---------------- | ---------------- |
| Réda Abdenouz      | Herrarnas 800 meter          | 1:46,82  | 10 Q      | 1:46,06   | 6 q       | 1:48,34          | 7                |
| Noureddine Morceli | Herrarnas 1 500 meter        | 3:37,98  | 14 Q      | 3:39,22   | 8 Q       | 3:41,70          | 7                |
| Aïssa Bel Aout     | Herrarnas 5 000 meter        | 15:02,76 | 50        | N/A       | N/A       | Gick inte vidare | Gick inte vidare |
| Mohamed Salmi      | Herrarnas maraton            | N/A      | N/A       | N/A       | N/A       | 2:26:56          | 59               |
| Azzedine Brahmi    | Herrarnas 3 000 meter hinder | 8:28,01  | 8 Q       | 8:25,85   | 6 Q       | 8:20,71          | 8                |

Fältgrenar
| Idrottare          | Gren                | Kval     | Kval      | Final            | Final            |
| Idrottare          | Gren                | Resultat | Placering | Resultat         | Placering        |
| ------------------ | ------------------- | -------- | --------- | ---------------- | ---------------- |
| Yacine Mousli      | Herrarnas höjdhopp  | 2,10     | =33       | Gick inte vidare | Gick inte vidare |
| Abdelkader Klouchi | Herrarnas längdhopp | 5,33     | 46        | Gick inte vidare | Gick inte vidare |
| Lotfi Khaïda       | Herrarnas tresteg   | 16,31    | 23        | Gick inte vidare | Gick inte vidare |

Damer
Löpning
| Idrottare         | Gren                 | Heat 1  | Heat 1    | Semifinal | Semifinal | Final   | Final     |
| Idrottare         | Gren                 | Tid     | Placering | Tid       | Placering | Tid     | Placering |
| ----------------- | -------------------- | ------- | --------- | --------- | --------- | ------- | --------- |
| Hassiba Boulmerka | Damernas 1 500 meter | 4:09,91 | 15 Q      | 4:03,81   | 2 Q       | 3:55,30 |           |

## Judo
Herrar
| Idrottare         | Gren                    | Resultat |
| ----------------- | ----------------------- | -------- |
| Abdelhakim Harkat | Herrarnas halv lättvikt | =17      |
| Meziane Dahmani   | Herrarnas lättvikt      | =9       |

Damer
| Idrottare      | Gren                    | Resultat |
| -------------- | ----------------------- | -------- |
| Salima Souakri | Damernas extra lättvikt | =5       |